# Luís Jardim
Luís Alberto Figueira Gonçalves Jardim (Madeira, 4 juli 1950 – Vilar, 4 juli 2025) was een Portugese slagwerker en muziekproducent.

## Levensloop
Jardim studeerde aan verschillende scholen in Funchal, zoals Externato Nun'Álvares en Lisbonense. Hij maakte deel uit van de band Demónios Negros in de jaren 1960. Hij ging naar het Verenigd Koninkrijk om bedrijfskunde te studeren. In Engeland bracht hij albums uit onder de naam Rouge. Tussen 1973 en 1977 verkocht Jardim met Rouge ongeveer vier miljoen platen. Zijn laatste album voor platenlabel CBS werd uitgebracht in 1981. Zijn Latijnse manier van spelen en denken zorgde voor een innovatieve golf in Engeland en stelde hem in staat platen te maken en tours te maken met bekende zangers.
Sinds het einde van de jaren 1970 werkte hij samen met muziekproducent Trevor Horn aan albums als ABC's The Lexicon of Love, Frankie Goes to Hollywoods Welcome To The Pleasure Dome, Grace Jones' Slave To The Rhythm en met Seal op de albums Seal en Seal II. Hij werkte samen met Asia op de albums Arena en Aura.
Vanaf 1969 werkte Jardim met artiesten en bands als Tom Jones, Leo Sayer, David Bowie en The Rolling Stones. Hij tourde met onder anderen Tina Turner, George Michael en Rod Stewart. Jardim bespeelde verschillende instrumenten, in het bijzonder drums, bas, slagwerk en gitaren. In 2004 speelde hij op de 'tribute party' voor Trevor Horn. Hij heeft ook gewerkt met onder anderen Diana Ross, Mariah Carey, Céline Dion, Elton John, Julio Iglesias, James Ingram, Al Jarreau, Luther Vandross, Cyndi Lauper, Michael Bolton, Gloria Estefan, Barry Manilow, Michael Jackson, Katie Melua, Axelle Red, Midus en zangeres Ana. Hij produceerde platen van onder meer Rui Veloso en João Pedro Pais.
Jardim stierf op 4 juli 2025, zijn 75e verjaardag.

## Familie
- Hij was getrouwd met Linda Jardim-Allen, die in 1979 en 2004 achtergrondzangeres was bij de Buggles. Zij overleed in 2015.
- Luís Jardim was de neef van Alberto João Jardim, die van 1978 tot 2015 president was van de autonome regio Madeira.

## Muzikant op de volgende projecten

### Albums (selectie)
- 1981: Adventures in Modern Recording
- 1983: Fantastic
- 1984: Keep Moving
- 1984: About Face
- 1984: Goodbye Cruel World
- 1985: Mad Not Mad
- 1989: Steel Wheels
- 1990: Vigil in a wilderness of mirrors
- 1990: En todos los sentidos
- 1990: In ogni senso
- 1992: Diva
- 1993: Debut
- 1995: Medusa
- 2002: Escapology
- 2003: Seal IV
- 2008: Evolver
- 2009: Reality Killed the Video Star
- 2011: Fly from here
- 2011: Mylo Xyloto

### Soundtracks (selectie)
- 1988: A Fish Called Wanda
- 1988: Rain Man
- 1991: Thelma & Louise
- 1992: Toys
- 1995: Don Juan DeMarco
- 1995: Crimson Tide
- 1998: Antz
- 1999: The Bone Collector
- 2000: The Road to El Dorado
- 2000: Gladiator
- 2000: Chicken Run
- 2001: Rat Race
- 2002: Evelyn
- 2002: 25th Hour
- 2007: The Bourne Ultimatum
- 2008: Madagascar: Escape 2 Africa
- 2015: Pan
- 2018: Widows
- 2021: No Time to Die